# Chuck Eidson
Charles Patrick Eidson Jr (Summerville, Južna Karolina, 10. listopada 1980.) je američki profesionalni košarkaš. Iako je njegova prirodna pozicija nisko krilo, većinu minutaže provodi na poziciji razigravača. To mu je na kraju donijelo priznanje za najkorisnijeg igrača ULEB Eurokupa 2008./09. Trenutačno je član izraelskog Maccabija.

## Karijera
Eidson je sudjelovao na turniru Albert Schweitzer 1998. i Nike Hoop Summit 1999. godine. Karijeru je započeo na sveučilištu USC, gdje je igrao od 1999. do 2003. godine. Nakon sveučilište jednu sezonu je proveo u razvojnoj NBDL ligi igrajući za momčad Floride Flamea. Karijeru je nastavio u njemačkom Giessen 46ers. Ondje je proveo 2 sezone i 2005. proglašen je za najboljeg igrača godine u njemačkoj ligi. U predsezoni 2006./07. doživio je neugodnu ozljedu zbog koje je morao propustiti gotovo cijelu sezonu. Ipak, napusti je klub 2006. i otišao u francuski SIG Strasbourg. Od 2007. član je litavskog BC Lietuvos Rytasa. S prosjekom od 10.5 poena, 2.9 skokova i 2.7 asista za 20 minuta provedenih na parketu odveo je klub do naslova prvaka Baltičke košarkaške lige. Sljedeće sezone s Lietuvos Rytasom osvojio je naslov prvaka ULEB Eurokupa, a on proglašen je najboljim igračem tog natjecanja. Prosječno je u regularnom dijelu Eurokupa postizao odličnih 21 poen, 5.7 skokova i 5.3 asistencije, dok je natjecanje završio s odličnih 15.8 poena i 5.3 asistencija po susretu s prosječnom valorizacijom 21.9. Na kraju je izabran u najbolju petorku natjecanja. 14. srpnja 2009. napustio je Lietuvos Rytas i potpisao dvogodišnji ugovor s izraelskim Maccabijem.

## Vanjske poveznice
- Profil na Eurocup
- Profil  Arhivirana inačica izvorne stranice od 16. veljače 2021. (Wayback Machine) na Basketpedya.com